# لويس دينيسي
لويس دينيسي (بالفرنسية: Louis Denise)‏ هو أمين مكتبة وعالم طيور وشاعر فرنسي، ولد في 5 يونيو 1863، وتوفي في 30 يونيو 1914.